# Nový Dvůr (Žihle)
Nový Dvůr je samota, část obce Žihle v severní části okresu Plzeň-sever v Plzeňském kraji. Leží 2,5 kilometru severozápadně od Žihle. Příslušné katastrální území zaujímá rozlohu 1453,28 ha.
Nový Dvůr sousedí na severu s osadou Sklárna, na východě se Žihlí, na jihu s Hlubokou, na jihozápadě s Rabštejnem nad Střelou a na severozápadě s rekreační osadou Poustky. Samota leží v přírodním parku Horní Střela.

## Historie
První písemná zmínka o vesnici pochází z roku 1642.
Mezi Novým Dvorem a Hlubokou stávala kdysi ves Ladotice (jindy zvaná též Mladotičky). Ta byla během válečných tažení vypálena a zanikla. Jelikož zde zůstala neobdělávaná pole, rozhodla se zřejmě rabštejnská vrchnost založit o něco severněji Nový Dvůr.
Roku 1748 získal panství Rabštejn rod hrabat Lažanských z Bukové. Těm patřilo od roku 1639 i panství Manětín a roku 1766 zakoupili i panství Chyše. Po smrti hraběte Prokopa I. Lažanského roku 1804 došlo k rozdělení rodového majetku mezi jeho dva syny. Jan Lažanský dostal panství Manětín a větší část panství Rabštejn. Prokop II. Lažanský dostal panství Chyše a menší část panství Rabštejn. Nový Dvůr se od té doby stal součástí panství Chyše, které spadalo do Loketského kraje. Posledním šlechtickým majitelem Nového Dvora byl hrabě Prokop IV. Lažanský ze zámku v Chyši. Tomu byl v roce 1945 všechen majetek zestátněn na základě Benešových dekretů a on s celou rodinou odešel do zahraničí.
Během druhé světové války pracovali na Novém Dvoře nuceně francouzští váleční zajatci, Poláci i příslušníci jiných národností. Ti obývali i místní lovecký zámeček, který na samém konci války vyhořel a jeho ruiny zde stojí dodnes. Po válce na Novém Dvoře hospodařil státní statek. Po roce 1989 získala samotný hospodářský objekt Nového Dvora v restituci jako náhradní majetek rodina Jaroslava Webera, která zde dnes zemědělsky hospodaří.

## Přírodní poměry
Katastrální území Nového Dvora u Žihle sousedí s katastrálními územími Balková a Tis u Blatna na severu, Blatno na severovýchodě, Pastuchovice a Žihle na východě, Hluboká na jihu, Rabštejn nad Střelou a Jablonná na západě. Katastrální území je lesnaté a proto je hojně využíváno k rekreaci.
Nový Dvůr leží v nadmořské výšce 570–580 metrů. Nejvyšším bodem je Kočičí vrch (606 metrů) při severní hranici katastrálního území. Nejnižší místo se nachází v údolí řeky Střely ve výšce 425 metrů.
K Novému Dvoru patří i lokality v lesích Poustky a Sklárna, kde byla ve druhé polovině 20. století postavena řada rekreačních chat. Byly zde postaveny i dvě školy v přírodě pro děti z Mostecka a Prahy, které jsou v provozu dodnes. V lesích severně od Nového Dvora se nacházejí žulové kameny, z nichž některé jsou typu viklan. Nejznámější je Skalní město poblíž cesty na Sklárnu a velké žulové balvany Bába a Dědek poblíž Žihle.

## Obyvatelstvo
Při sčítání lidu v roce 1921 zde žilo 116 obyvatel (z toho 56 mužů), z nichž bylo 39 Čechoslováků a 77 Němců. Kromě sedmi členů církve československé a osmi lidí bez vyznání se hlásili k římskokatolické církvi. Podle sčítání lidu z roku 1930 měla vesnice 138 obyvatel: 72 Čechoslováků a 66 Němců. Mimo římskokatolické většiny zde žil jeden evangelík, čtyři členové církve československé a pět lidí bez vyznání. Po druhé světové válce byli místní Němci odsunuti a počet obyvatel Nového Dvora tak výrazně klesl.
|           | 1869 | 1880 | 1890 | 1900 | 1910 | 1921 | 1930 | 1950 | 1961 | 1970 | 1980 | 1991 | 2001 | 2011 | 2021 |
| --------- | ---- | ---- | ---- | ---- | ---- | ---- | ---- | ---- | ---- | ---- | ---- | ---- | ---- | ---- | ---- |
| Obyvatelé | 143  | 165  | 108  | 113  | 139  | 116  | 138  | 29   | 47   | 34   | 48   | 67   | 24   | 28   | 20   |
| Domy      | 17   | 18   | 17   | 18   | 18   | 19   | 16   | 14   | 8    | 13   | 14   | 20   | 19   | 12   | 17   |

## Obecní správa
Při sčítání lidu v letech 1869–1950 Nový Dvůr byl osadou obce Tis u Blatna, se kterým patřil nejprve do okresu Žlutice, ale v roce 1950 v okrese Podbořany. Od roku 1964 je částí obce Žihle v okrese Plzeň-sever.

## Pamětihodnosti
- Bývalý lovecký zámeček. Za druhé světové války sloužil jako vězení pro polské zajatce. Za jejich pobytu byl podpálen a vyhořel. V současné době je to zřícenina s obvodovými zdmi a vstupním schodištěm. Je vpravo těsně vedle silnice ze Žihle na Rabštejn nad Střelou procházející Novým Dvorem.
- Socha svatého Bernarda z Clairvaux
- Smírčí kříž
- Socha svatého Jana Nepomuckého

## Galerie

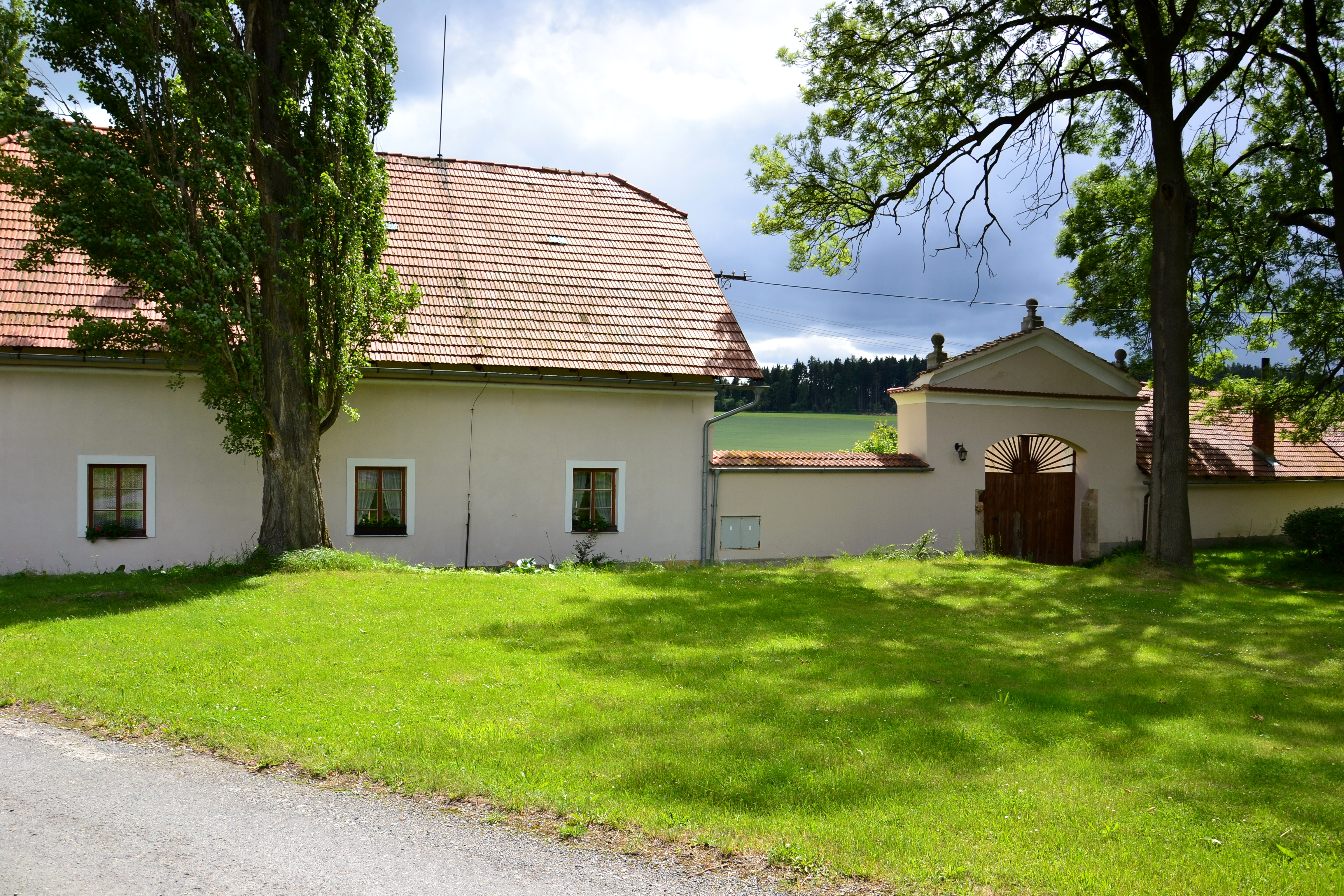
Brána hospodářského dvora
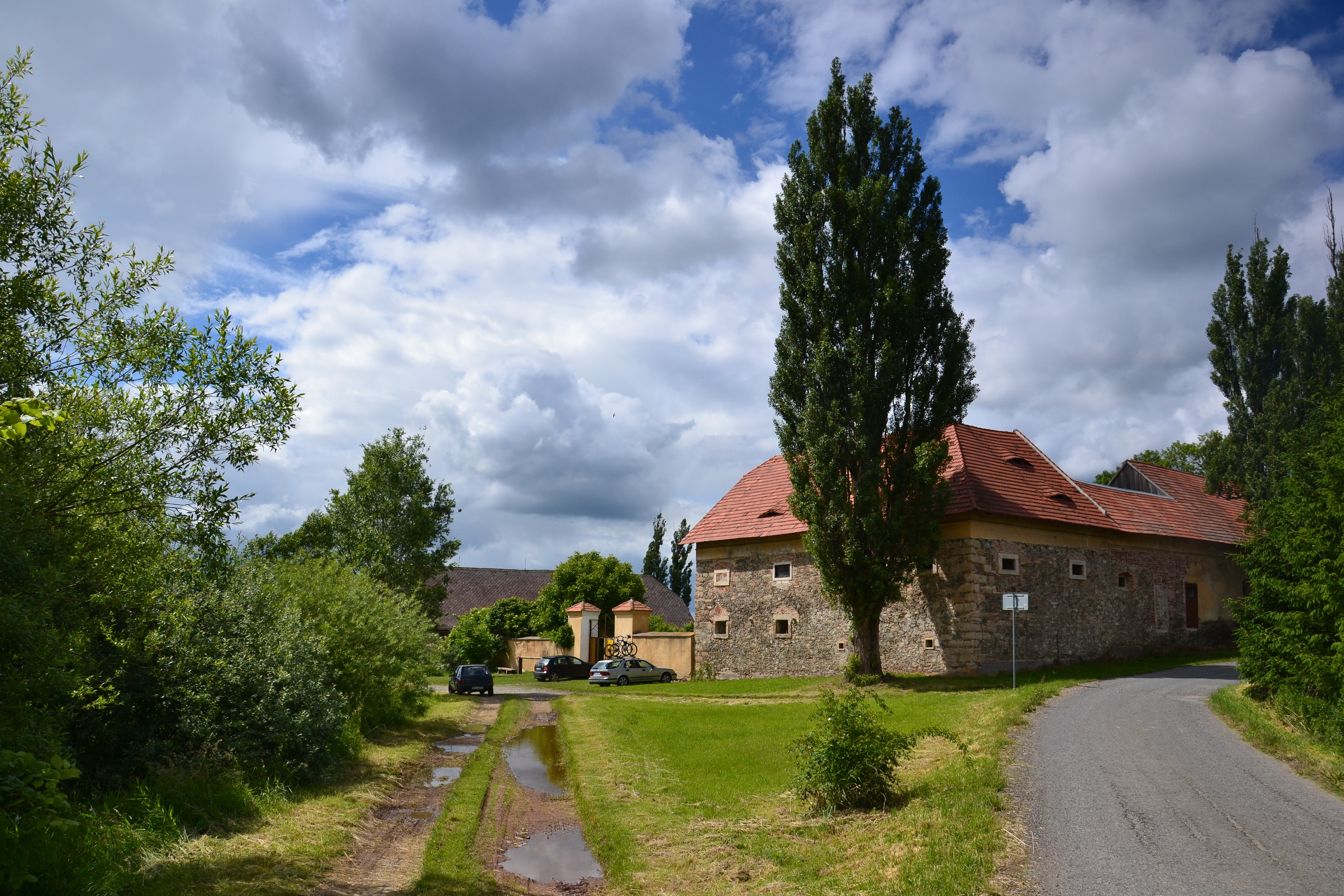
Hospodářský dvůr od jihu
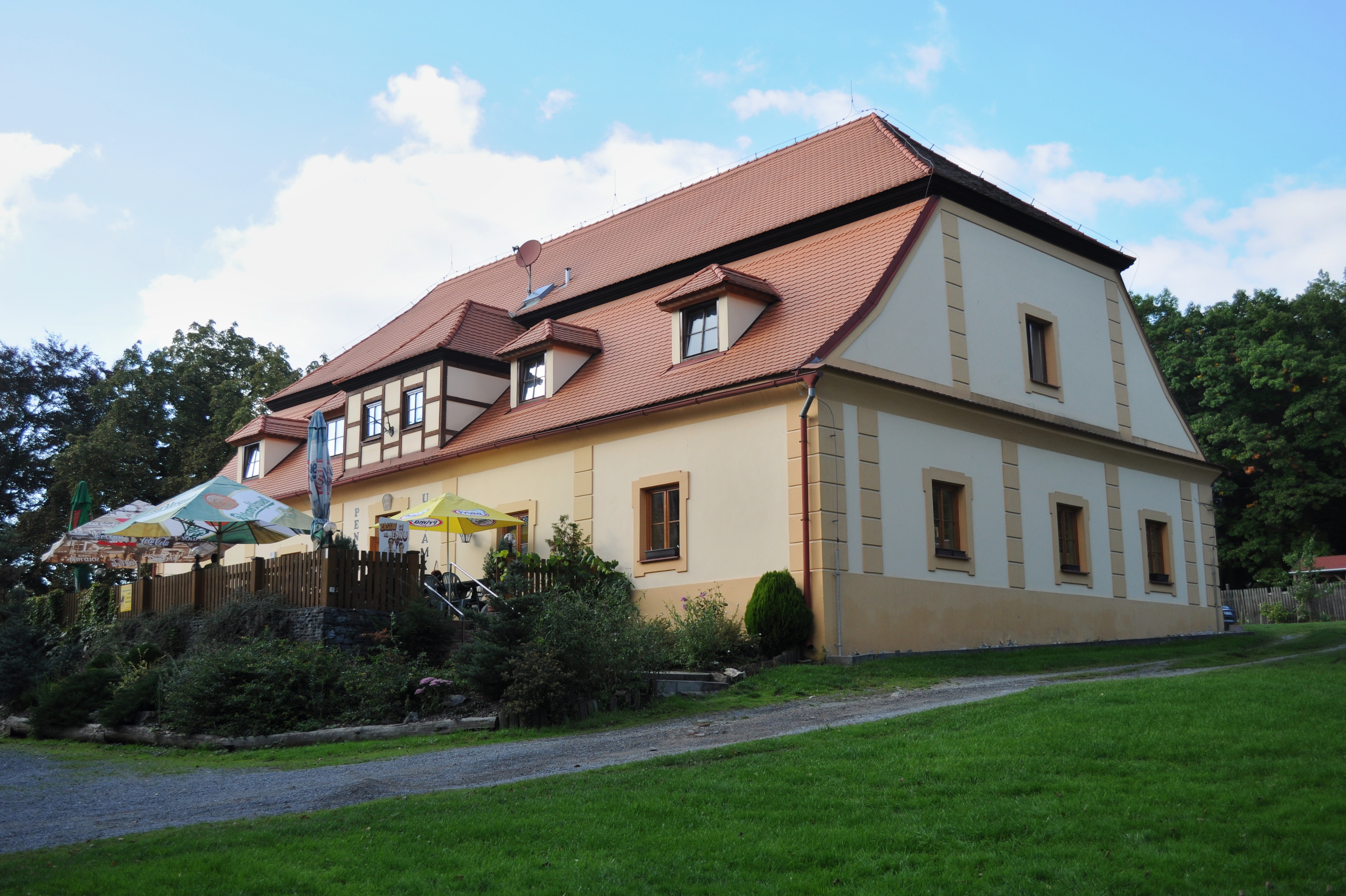
Bývalá myslivna upravená na restauraci
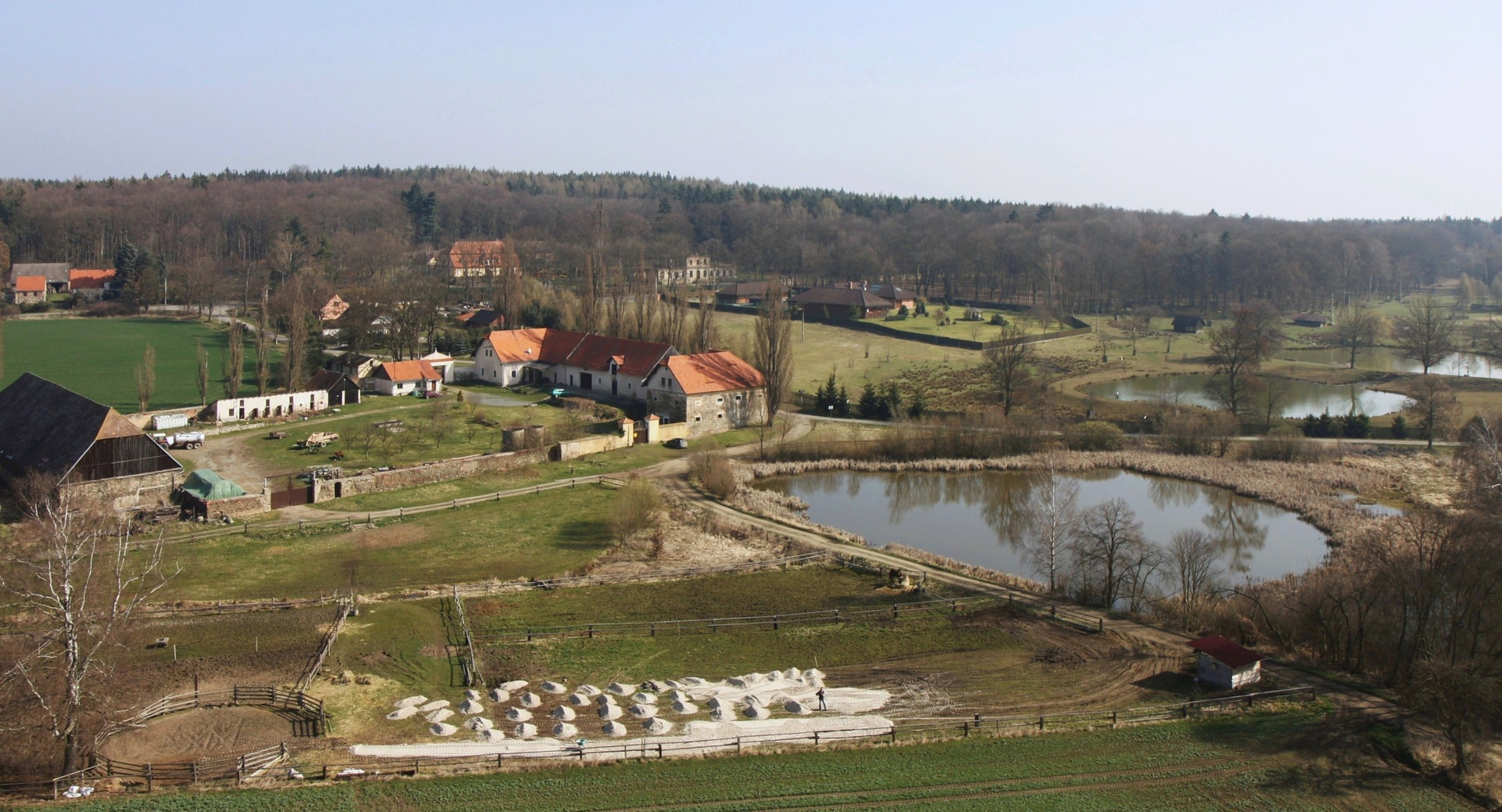
Celkový letecký pohled
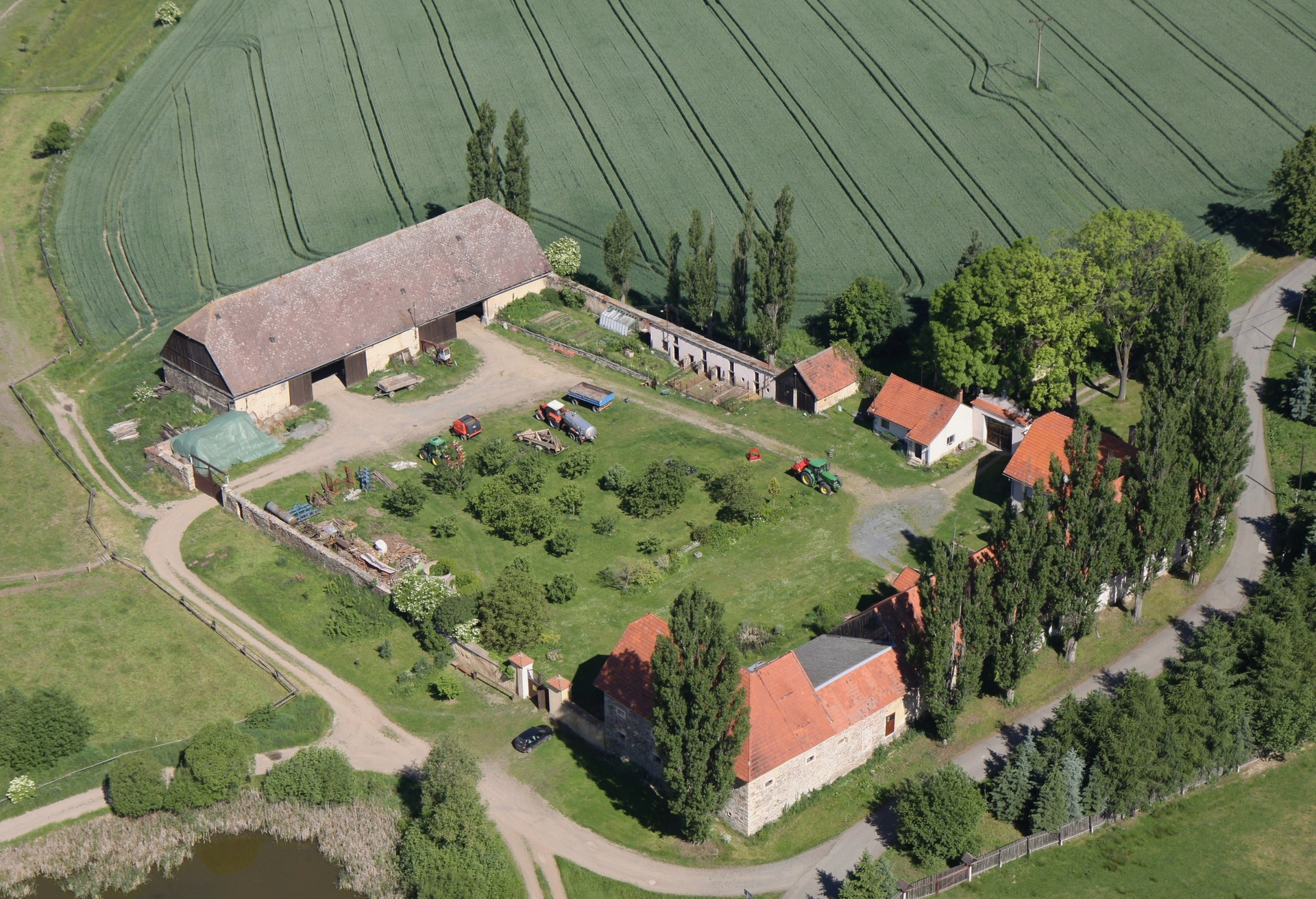
Letecký pohled na vlastní dvůr
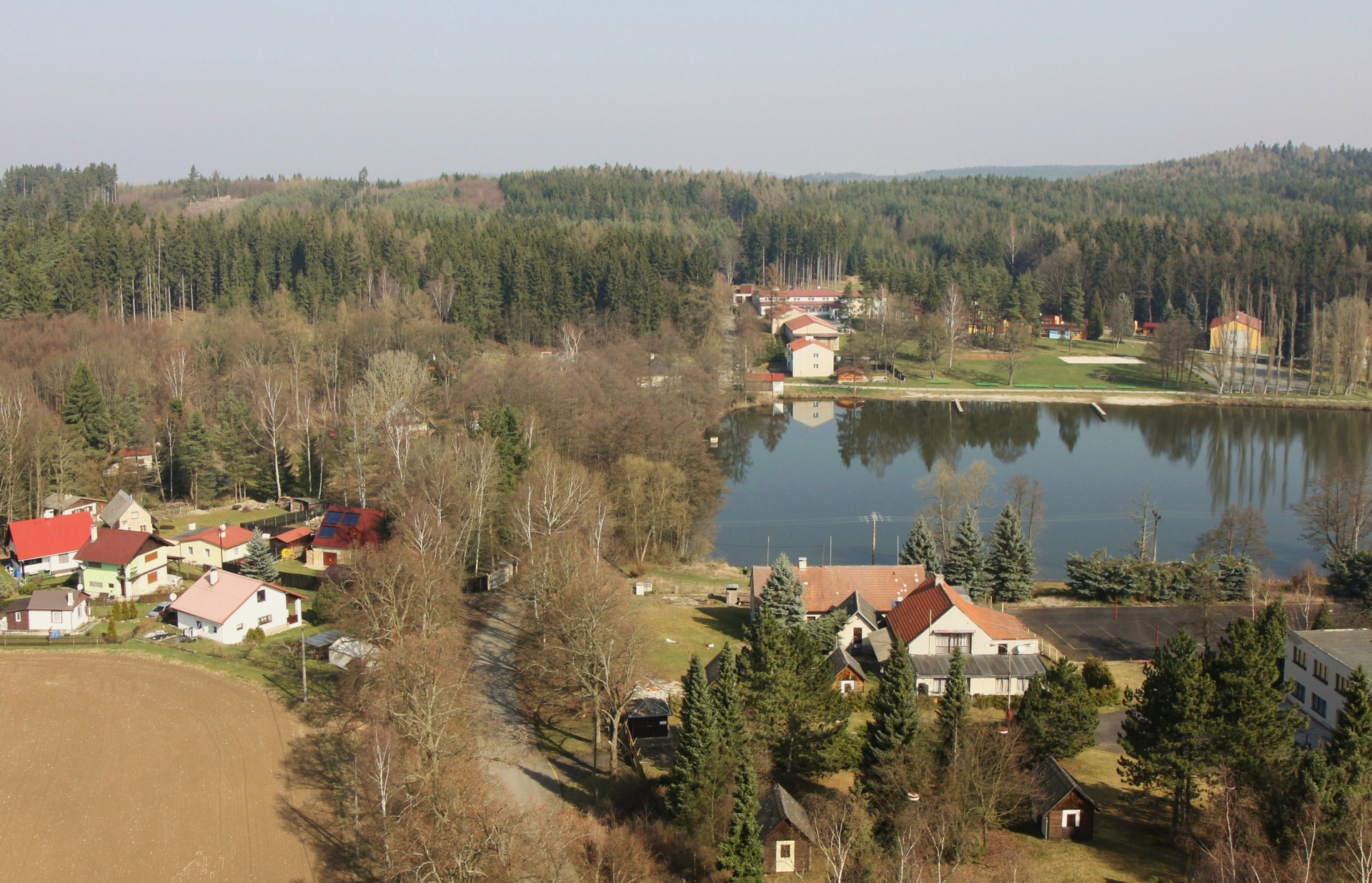
Poustky, letecký pohled
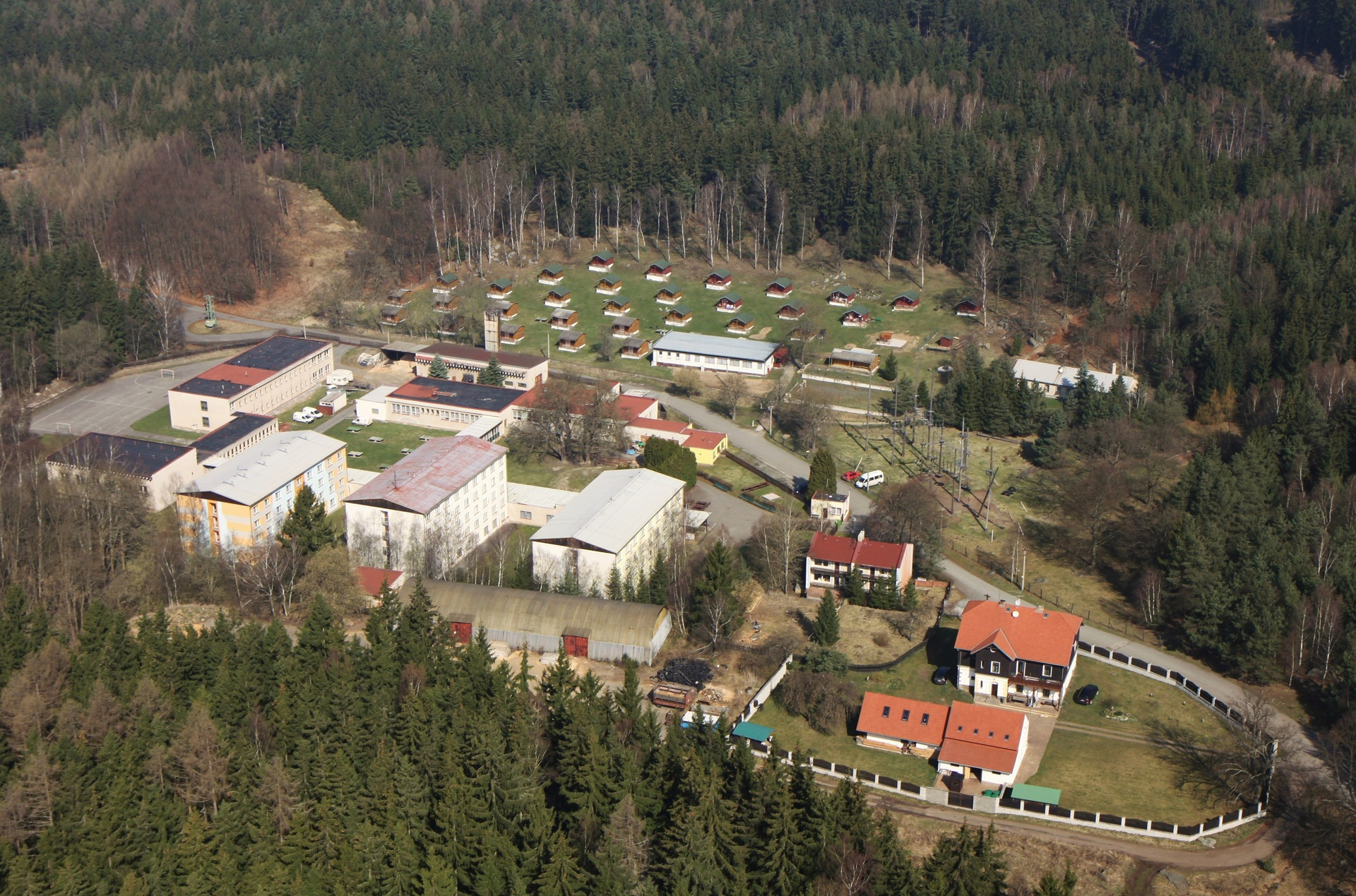
Sklárna, letecký pohled
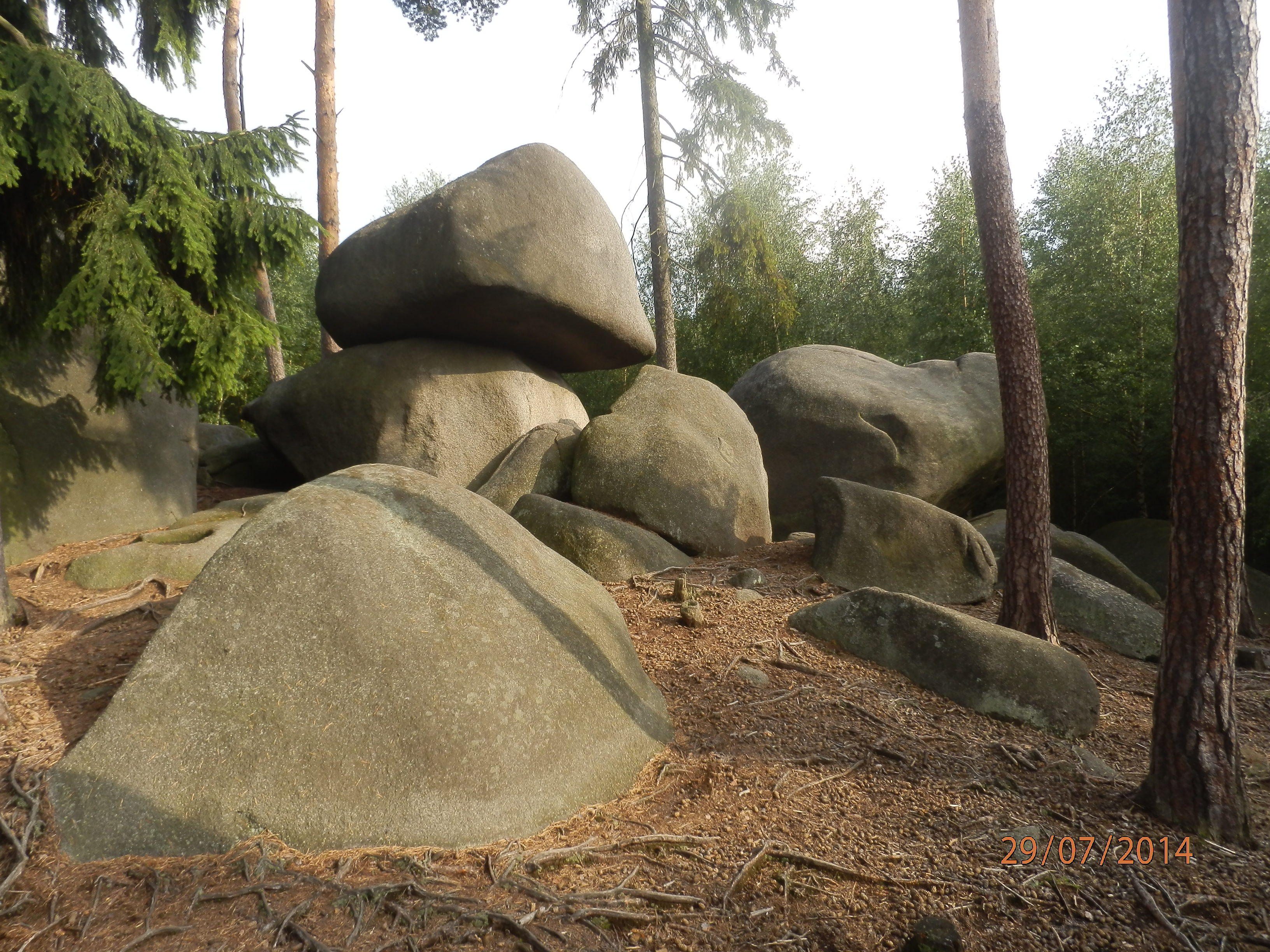
Skalní město 1
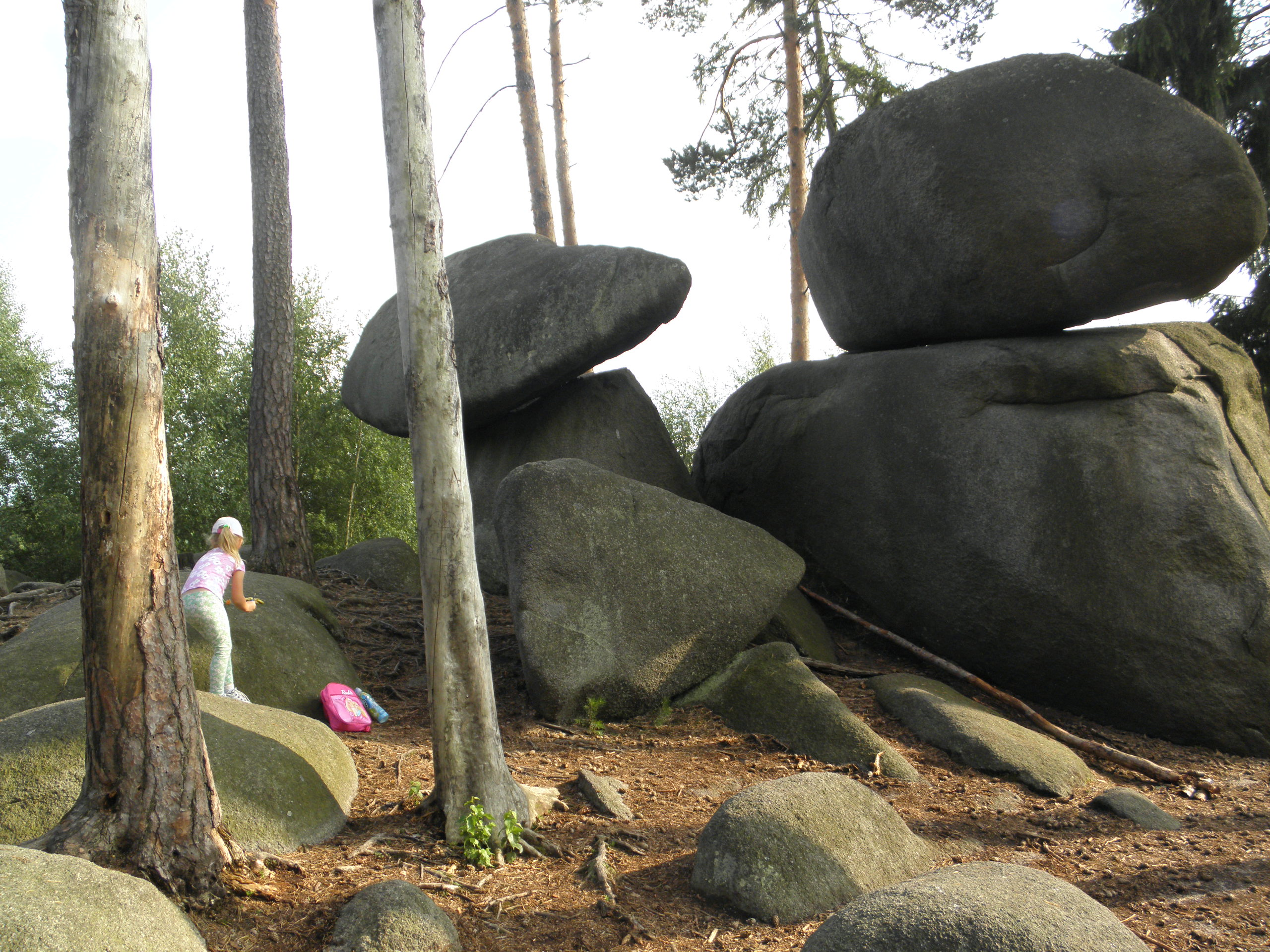
Skalní město 2